# Can Sant Nazari
Can Sant Nazari és una masia d'Oristà (Lluçanès) inclosa a l'Inventari del Patrimoni Arquitectònic de Catalunya.

## Descripció
Conjunt format per la casa i, prop seu, la capella de Sant Nazari.
La casa, de planta rectangular i teulat a doble vessant orientat a la façana, és construïda amb pedres irregulars lligades amb morter. Els murs evidencien diferents etapes de construcció o ampliació. El nucli primitiu és format per planta baixa i dos pisos. Posteriorment s'adossà, a l'esquerra de la porta principal, una construcció rectangular formada per un porxo a la part superior i les corts a l'inferior. Les portes i finestres tenen llindes monolítiques.
La capella, de planta rectangular i una nau sense absis, és construïda amb pedres regulars i arrebossada. La façana presenta una porta rectangular amb una biga de ferro que fa de llinda. Sobre d'aquesta hi ha una estreta finestra rectangular. La façana es corona amb un petit campanar d'espadanya que conserva la campana.
Actualment s'utilitza com a garatge.

## Història
Adscrita a la parròquia de Santa Eulàlia de Perdines, la capella es fundà el segle xviii. Al mas hi nasqué, a mitjan segle xix, la germana Caterina Comerma, fundadora a Vic de les germanetes Josefines de la Caritat.